# Лазарєва Людмила Григорівна
Людмила Григорівна Ковалевська (нар. 30 березня 1973), у шлюбі Лазарєва — українська футболістка.

## Життєпис
Футбольну кар'єру розпочала в «Арені», у футболці якої дебютувала 25 квітня 1993 року в переможному (2:0) домашньому поєдинку Вищої ліги України проти «Крим-Юні». У футболці «Арени» провела 12 матчів у чемпіонаті України та 2 матчі в кубку України.
Наступного року перебралася до «Юніси». У футболці київського клубу дебютувала 22 квітня 1994 року в нічийному (1:1) виїзному поєдинку чемпіонату України проти «Донецька». Людмила вийшла на поле в стартовому складі та відіграла увесь матч. Першим голом у професіональному футболі відзначилася 15 травня 1994 року в переможному (5:1) домашньому поєдинку чемпіонату України проти «Аліна». Лазарєва вийшла на поле в стартовому складі та відіграв увесь матч. У команді провела два сезони, за цей час у Вищій лізі України зіграла 26 матчів (1 гол) та 2 поєдинки у кубку України.
На початку 1996 року підсилила «Аліну». За нову команду дебютувала 28 квітня 1996 року в нічийному (0:0) домашньому поєдинку Вищої ліги України проти одеської «Чорноморочки-ДЮСШ № 9». Людимла вийшла на поле в стартовому складі та відіграла увесь матч. За два сезони зіграла 9 матчів у чемпіонаті України та 5 поєдинків зіграв у національному кубку.
У 1999 році підсилила «Київська Русь». У складі киян дебютувала 21 травня 1999 року в програному (0:3) домашньому поєдинку проти «Дончанки». Загалом зіграла 4 матчі за «Київську Русь» у Вищій лізі України. У 2004 році стала гравчинею «Спартака», у футболці якої дебютувала 28 травня в переможному (1:0) домашньому поєдинку проти полтавського «Колоса». Людмила вийшла на поле в стартовому складі та відіграла увесь матч. Єдиним голом за сумський клуб відзначилася 11 серпня 2004 року в переможному (5:0) домашньому поєдинку проти «Соцтеха». Лазарєва вийшла на поле в стартовому складі та відіграла увесь матч. Загалом зіграла 7 матчів (1 гол) у Вищій лізі України. По завершенні сезону 2004 року закінчила кар'єру гравчині.

## Досягнення
«Арена» (Київ)
- Вища ліга України
  -  Чемпіон (1): 1993
- Кубок України
  -  Володар (1): 1993

«Спартак» (Київ)
- Вища ліга України
  -  Срібний призер (1): 1994
  -  Бронзовий призер (1): 1995

«Аліна» (Київ)
- Вища ліга чемпіонату України
  -  Чемпіон (1): 1997
  -  Срібний призер (1): 1996
- Кубок України
  -  Володар (1): 1997
  -  Фіналіст (1): 1996

«Київська Русь»
- Вища ліга України
  -  Бронзовий призер (1): 2000

«Спартак» (Суми)
- Вища ліга України
  -  Бронзовий призер (1): 2004